# YHWH
Pour le Dieu unique du judaïsme, voir les articles Dénomination de Dieu dans le judaïsme, Adonai, Elohim et Sabaoth. Pour la divinité du Proche-Orient ancien, voir Yahweh (divinité).

Le Tétragramme en phénicien, en araméen ancien et en hébreu carré.

YHWH, en hébreu יהוה, est le Tétragramme (grec ancien : Τετραγράμματον / Tetragrámmaton, « mot composé de quatre lettres »), le théonyme du Dieu d’Israël, composé des lettres yōḏ (י), hē (ה), wāw (ו), hē (ה).
Apparaissant à un grand nombre de reprises dans la Bible hébraïque et probablement dérivé de la racine sémitique hyh (« être », « devenir »), le Tétragramme est présenté dans le judaïsme comme le « nom propre » de Dieu. Considéré, par cette religion, d’une sainteté suprême, il est déclaré ineffable par interprétation du troisième commandement du Décalogue qui exige de ne pas le « prononcer en vain » ou « à tort ».
La prohibition énoncée dans le Décalogue de nommer YHWH, avec celle de le représenter, contribue à l'effacement textuel du nom propre de Dieu et à son remplacement par de simples noms communs qui s'y substituent dans les prières ou la lecture de la Torah, comme Adonaï (hébreu : אדני « mon Seigneur »), Élohim ( אלוהים « le Dieu ») ou HaShem (השם « le Nom ») dans un contexte profane.
Certaines traductions chrétiennes de la Bible l’ont parfois transcrit en alphabet latin par « Yahvé », « Yahweh », « Jéhovah » ou « Jéhova ». Depuis la Bible d'Olivétan, parue en 1535, la plupart des traductions protestantes retiennent le terme « l'Éternel ». Certaines traductions catholiques de la Bible utilisent des vocalisations telles que « Yahweh » ou « Yahvé », mais, depuis 2001, l’Église catholique préconise de ne plus utiliser de vocalisation et d’employer dans les langues vernaculaires un mot équivalent au latin Dominus, soit en français « le Seigneur ».

## Dans la Bible

### Les quatre consonnes

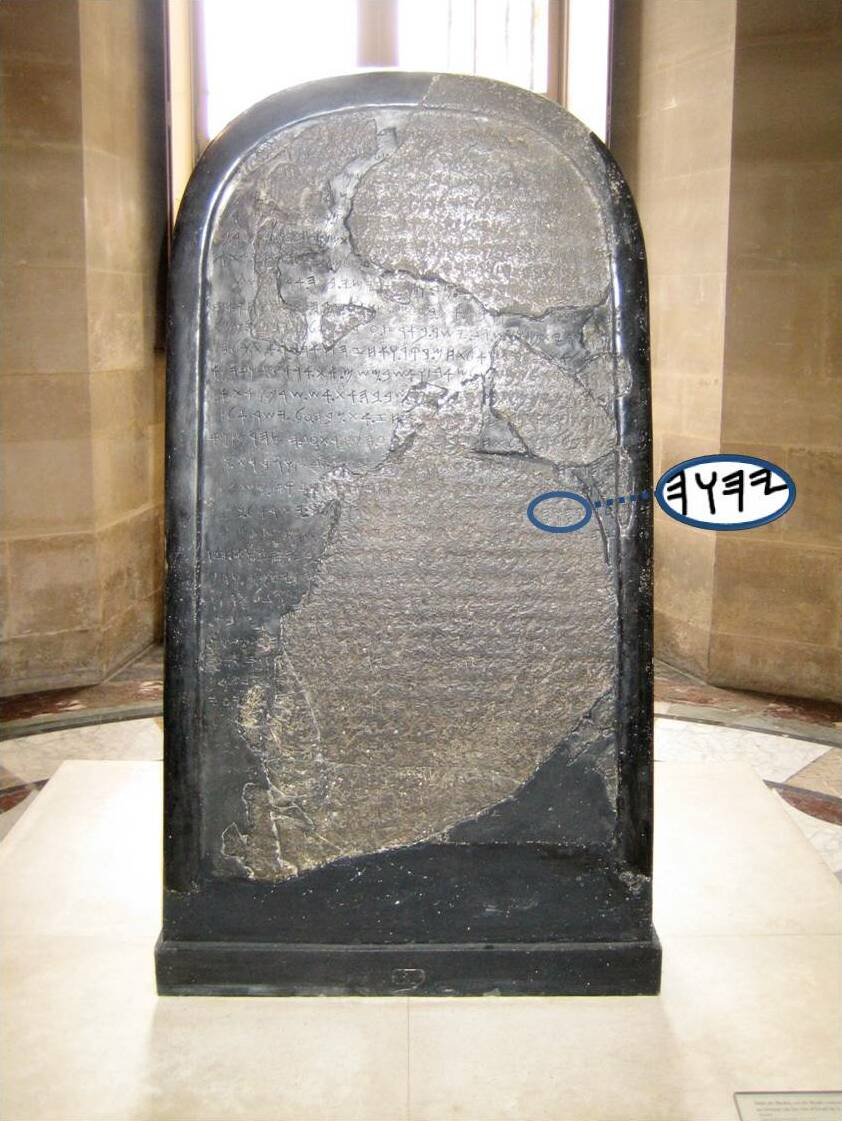
Le Tétragramme sur la stèle de Mesha, musée du Louvre.

Dans la Bible hébraïque, le Tétragramme YHWH est le seul de tous les noms attribués au dieu d'Israël qui soit présenté comme son nom propre.
Ses origines ne sont pas clairement établies et restent l'objet de débats. Les quatre consonnes du Tétragramme sont régulièrement associées à une flexion verbale atypique à la forme causative de l'imparfait hébreu de la racine trilittère hyh (en hébreu : היה) signifiant « être », « devenir », « arriver »…. L'origine géographique du nom n'est pas plus tranchée même si plusieurs passages peuvent laisser penser que cette origine serait à situer dans la péninsule du Sinaï où des traces épigraphiques citent un « YHWH de Samarie » ou encore « de Teman ».
Au XIXe siècle, une étymologie alternative a été proposée pour rattacher le Tétragramme aux verbes Hwh ou hjh. En arabe ancien, Hwh signifie « tomber » ou « aimer, désirer ». Certains exégètes ont donc interprété le nom de manière causale comme « celui qui chute » ou l'ont traduit par « Il roule dans les airs, il souffle », considérant YHWH comme un dieu de l'orage,.
Confrontés à l'opacité du nom, les commentateurs ont dès le VIe siècle av. J.-C. cherché à l'éclairer à la lumière du récit de l'Exode, ce dont témoigne l'épisode du Buisson ardent qui décrit une multiplicité de noms utilisés pour le dieu unique.
La plus ancienne mention épigraphique connue du Tétragramme est un nom théophore, c'est-à-dire « portant [le nom de] Dieu », daté de 820 av. J.-C. sur la stèle de Tel Dan. Une inscription plus explicite, datée de 810 av. J.-C., a été trouvée sur la stèle de Mesha,.
Selon la Jewish Encyclopedia (1906), le Tétragramme apparaît 5 410 fois dans le Tanakh. Ces occurrences se répartissent ainsi : 1 419 dans la Torah, 2 696 dans les Prophètes (Nevi'im) et 1 295 dans les Écrits (Ketouvim). Pour Douglas Knight (2011), le Tétragramme est écrit 6 828 fois dans les éditions de Kittel et de Stuttgart. Le dictionnaire BDB indique quant à lui un total de 6 518 occurrences. La première occurrence explicite du nom à quatre lettres se trouve en Genèse au chapitre 2.

### Interdit de prononciation dans le judaïsme

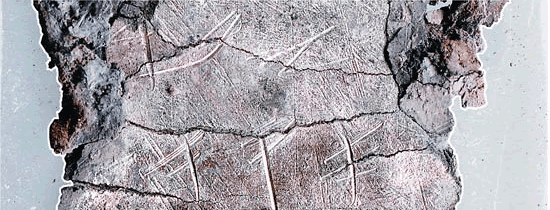
Feuille d'argent (c. 600 AEC) comportant la bénédiction sacerdotale (Nb 6:24-26) : « Que YHWH te bénisse et te garde ».

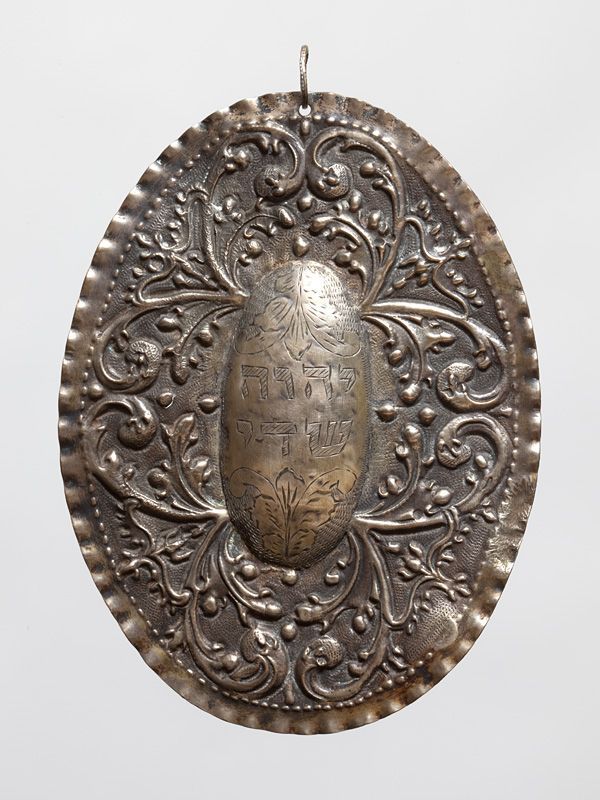
Pendentif en argent avec l'inscription “YHWH” et "Schaddai" (fin du). Musée juif de Suisse.

Les Juifs s’imposent une interdiction de prononcer le Tétragramme en se fondant sur une interprétation du troisième Commandement  du Décalogue : « Tu ne prononceras pas à tort le nom du Seigneur, ton Dieu » (Ex 20:7), commandement étroitement lié au précédent (Ex 20,4-5) qui est lui-même à l'origine de la prohibition de représenter le dieu biblique. Cependant, les textes ne présentent que des interdictions relatives et concernant l'interdiction de ne pas prononcer le nom divin en vain ou à tort, il s'agit plutôt à l'origine de prévenir des faux serments.
Ainsi que l'attestent des découvertes archéologiques, numismatiques épigraphiques… YHWH a d'ailleurs été régulièrement représenté et son nom de YHWH prononcé et repris par exemple dans certains prénoms juifs à l'instar d'« Isaïe » qui se prononce « Yéshayahou » pour « Yahou sauve », Yahou (YHW) étant une déclinaison de YHWH. Il n'en demeure pas moins que la double prohibition de représenter et nommer YHWH est centrale pour le judaïsme et la tradition biblique atteste du progressif effacement du nom propre de Dieu et de son remplacement par de simples noms communs qui se substituent au tétragramme, tel Adonaï (אדני) « mon Seigneur ». L'usage du tétragramme tombe ainsi en désuétude, sa prononciation semble cesser dès le IIIe siècle av. J.-C.   et les manuscrits bibliques des Ier siècle av. J.-C. au Ier siècle après se montrent réticents à son usage au point qu'il est pratiquement absent de la Septante qui, rédigée en grec, lui préfère les termes « Dieu » (Théos) et « Seigneur » (Kyrios) ; ainsi, au Ier siècle de l'ère commune, avant la chute du Temple en 70, il n'est plus guère prononcé que par le Grand prêtre à l'occasion du Yom Kippour.
Néanmoins, les quatre lettres du Tétragramme figurent bel et bien dans les écrits hébraïques mais sont remplacées à la lecture par « Adonaï », qui devient, suivant la formule d'Emmanuel Levinas — qu'il fonde sur l'usage courant chez les juifs d'appeler Dieu HaShem (« le Nom ») —, « le nom du Nom ». Le lecteur est ainsi invité à différencier ce que voit l'œil de ce que dit la bouche, ce que le Pessahim (50a) souligne ainsi : « Le Saint, bénit soit-il, a dit : “Ce n'est pas comme je suis écrit que je suis invoqué : je suis écrit Yod He (abréviation de YHWH) je suis invoqué Aleph Dalet (abréviation d'Adonaï)” ».
Lorsque le Tétragramme est inscrit dans les Écritures hébraïques, d’autres mots lui sont substitués à l’oral, le plus souvent Adonaï (אדני, « mon Seigneur ») mais occasionnellement Eloha ou son pluriel Elohim (« Tout Puissant »). Cette substitution explique les points-voyelles utilisés dans plusieurs transcriptions du Pentateuque selon qu'il faut lire Adonaï ou Elohim. En dehors des services religieux, les juifs religieux euphémisent Adonaï par Adoshem (« le Nom du Maître »), HaShem (« le Nom », cf. Lv 24:11) ou, plus rarement HaMakom (« le Lieu »). Par ailleurs, le h de Eloha/Elohim peut être remplacé par un k ou un q (« Elok/qim ») dans les conversations laïques. Enfin, lors des bénédictions à la synagogue ou à la table familiale, les participants saluent la prononciation d’« Adonaï » par la formule « Baroukh Hou ou Baroukh Shemo » (« Béni [soit]-Il et Béni [soit] Son Nom »). Le Nom s'écrit au moyen des consonnes, qui sont fixes selon le procédé nommé « Quetiv Quéré ».
Les hébraïsants s’appuient, entre autres, sur les noms théophores cités dans la Bible et sur les chapitres du Pentateuque contenant le Tétragramme, ainsi que sur un passage appelé « Le songe d’Isaïe », avec leurs assonances en « O » et « OU », pour supposer la prononciation d'un nom de substitution usité à l’époque de la rédaction du texte, vers le VIIIe siècle avant l’ère commune.

### Prononciations dans le christianisme

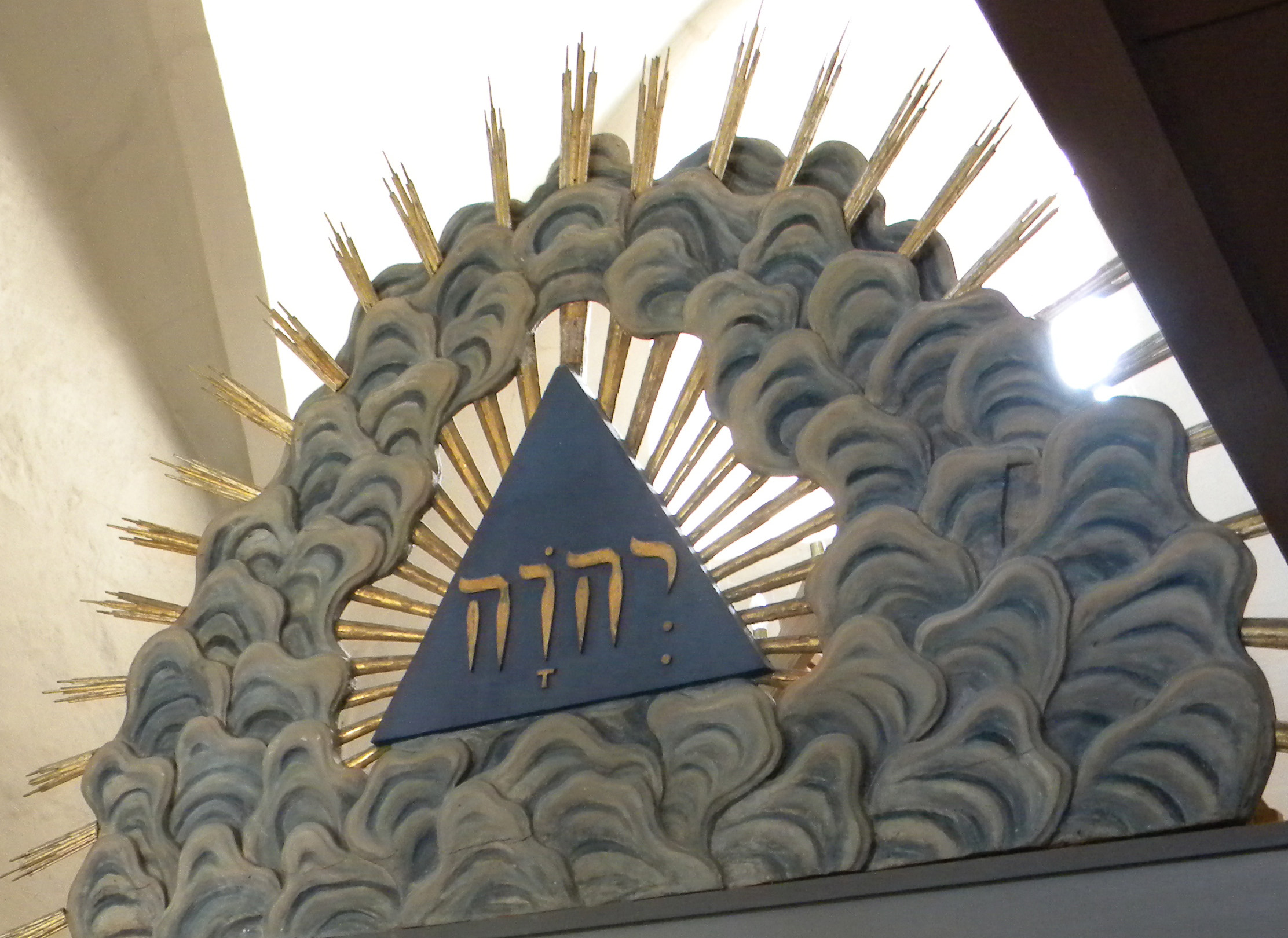
Le Tétragramme dans une sacristie, en Suède.

#### Église ancienne
L’interdiction de prononcer le nom propre de Dieu ne concerne pas seulement les juifs mais aussi les premiers chrétiens, qui n’ont peut-être jamais connu sa prononciation. Dans la liturgie chrétienne et dans les copies tardives de la Septante et ensuite dans la Vulgate, le Tétragramme est remplacé par les mots Kurios (Kύριος en grec), et Dominus (en latin) « Seigneur ». Toutefois, dans son Prologus Galeatus, préface aux livres de Samuel et des Rois, Jérôme de Stridon dit avoir rencontré le Nom en caractères archaïques dans des rouleaux grecs. Jérôme évoque aussi des Grecs ignorants qui ont entrepris de transcrire le nom divin tandis que lui-même le restitue par le latin par Dominus mais aussi par la transcription Adonai.

#### Moyen Âge et Renaissance
La translittération en « Jéhovah » date de la fin du XIIIe siècle : elle est due au disputateur catalan Raimond Martin, dans son ouvrage Pugio Fidei, « certains chrétiens qui lisaient la Bible dans sa version originale ont lu YHWH en lui appliquant la vocalisation du terme Adonaï, c’est-à-dire en intercalant ses trois voyelles « ĕ », « ō » et « ā », et obtenu ainsi le nom Jéhovah ». Cette hypothèse refait surface dans l'ésotérisme de la Renaissance, lorsque Johannes Reuchlin émet une théorie sur le rapport entre le Tétragramme et le nom de Jésus. Dans son De verbo mirifico, il affirme que le nom de Jésus, retranscrit vers l'hébreu, donne le pentagramme YHSVH ou IHSUH, les quatre lettres du Tétragramme YHVH ou IHUH, au cœur duquel il en a inséré une cinquième, le Sh : ש (shin). Selon cette hypothèse, cette consonne supplémentaire rendrait le nom prononçable. Celui-ci se lirait alors Yehoshuah, c'est-à-dire Jésus. Cette théorie n'est pas retenue par les spécialistes de la langue hébraïque. Martin Luther, lui-même traducteur de la Bible, l'avait déjà disqualifiée en expliquant que la prétendue similitude entre Jéhovah et Jéhoshuah aurait nécessité non seulement l'ajout d'une consonne (le shin) à Jéhovah mais aussi la suppression d'une autre (le ayin de Jéhoshuah).

#### Époque contemporaine

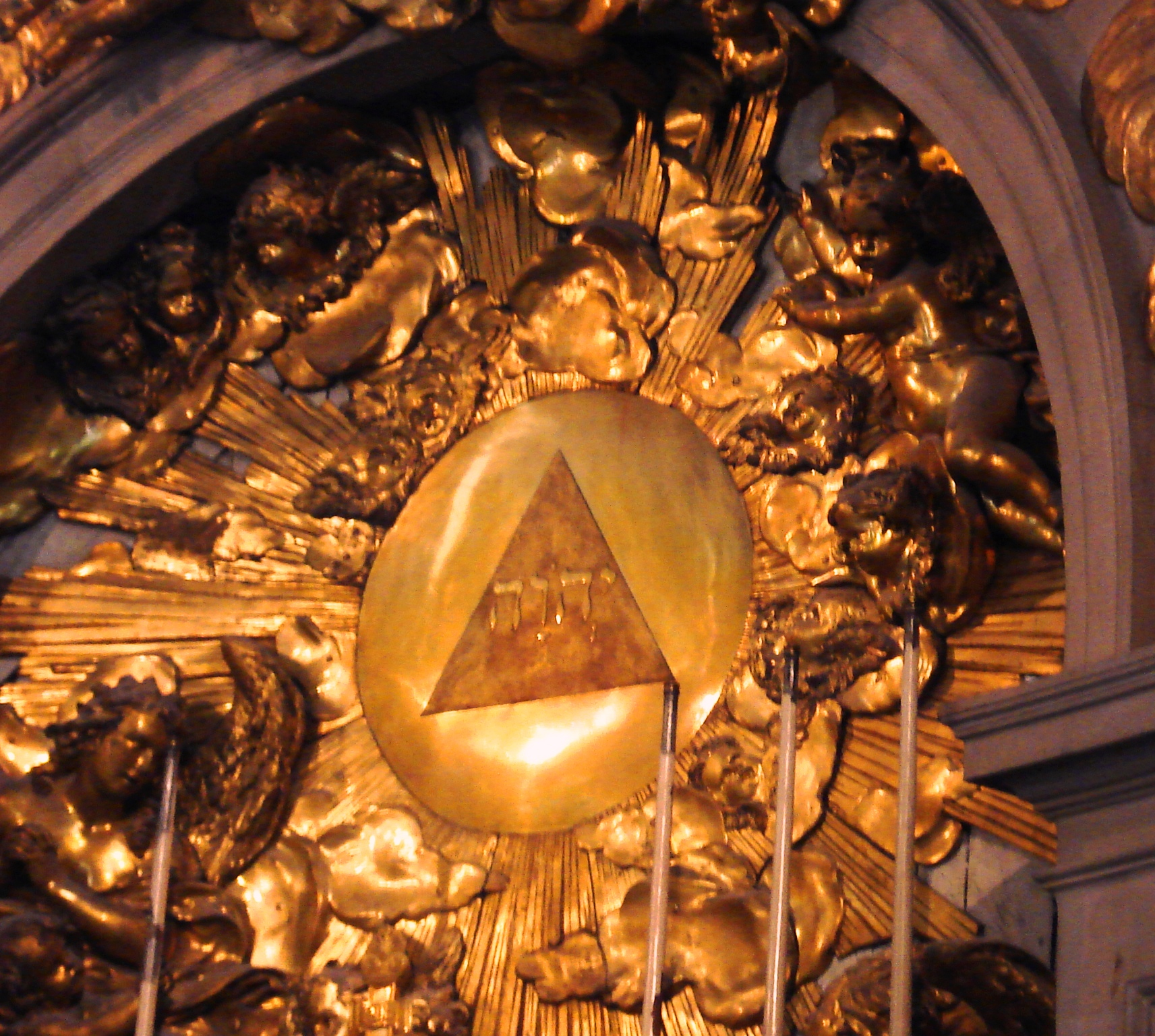
Le Tétragramme, dans la Chapelle royale de Versailles, est présent à deux endroits dans des triangles équilatéraux : sur la porte du tabernacle et au-dessus.

Le mot « Jéhovah », d’apparence scientifique, est réfuté sur les plans historique et théologique. Pour André-Marie Gerard, cette version « n’appartient à aucune langue… si ce n’est celle de Racine et de Victor Hugo ! » Longtemps tombée dans l’oubli, la transcription « Jéhovah » est abandonnée au début du XIXe siècle par les spécialistes après les travaux du linguiste allemand Wilhelm Gesenius, qui la remplace par la transcription « Yahweh ».

#### Position catholique
À la suite de Wilhelm Gesenius, le catholicisme a utilisé de préférence la transcription Yahweh (ou « Yahvé » par francisation) durant tout le XXe siècle.
Cette forme a été appliquée dans les éditions de la Bible comme Bible de Jérusalem, La Bible des Peuples (qui utilisent « Yahvé ») et la Bible Crampon (qui utilise « Yawheh »).
Le philologue André Lemaire a pu remarquer en 2001 : « On hésite généralement aujourd'hui entre deux vocalisations : Yahwoh et Yahwéh. Avec la plupart des traductions, nous adopterons ici la vocalisation conventionnelle Yahwéh ».
En 2001, la Congrégation pour le culte divin et la discipline des sacrements préconise dans un document concernant les traditions liturgiques intitulé Liturgiam Authenticam que « le nom de Dieu tout-puissant exprimé en hébreu dans le tétragramme et traduit en latin par le mot Dominus » soit désormais rendu dans les langues vernaculaires par un mot équivalent,.
En 2008, dans une directive sur le « Nom de Dieu » publiée dans sa revue Notitiae (en), la même Congrégation demande aux conférences épiscopales que la transcription « Yahvé » disparaisse de la liturgie par respect de l'usage de la communauté juive ; enfin, en octobre 2008 un Synode des évêques sur la Parole de Dieu dans la vie et la mission de l'Église, évoquant à la fois « le respect pour le Nom de Dieu, […] la Tradition de l’Église, […] le peuple Juif et […] des raisons philologiques » demande aux catholiques de ne plus prononcer le nom de Dieu en disant « Yavhé » et de lui substituer l'expression équivalent à Dominus, qui se traduit en français par « le Seigneur ». En 2011, dans son livre Jésus de Nazareth, le pape Benoît XVI adopte cet usage en transcrivant le tétragramme sans vocalisation.

#### Traductions protestantes de la Bible
La plupart des Bibles protestantes francophones rendent le Tétragramme par « l’Éternel », à la suite de Pierre Robert Olivétan (1509-1538), cousin de Jean Calvin, qui fut le premier à traduire la Bible en français à partir des textes originaux hébreux, araméens et grecs. Le raisonnement d'Olivétan a été de rattacher le tétragramme à la racine du verbe « être » (hébreu HWH, devenu HYH), verbe qui est utilisé pour présenter Dieu dans de nombreux passages de la Bible dont le plus connu est le récit de la révélation de Dieu à Moïse auprès du buisson ardent et son « je suis celui qui suis ». Cette « trouvaille » d'Olivétan, ainsi que l'ont surnommée certains commentateurs, est une traduction dynamique qui reflète le sens profond d'un terme hébreu que plusieurs textes de l'Ancien et du Nouveau Testament interprètent de manière convergente. La Bible d'Olivétan, dite « version Olivétan-Synodale », restera le texte de référence dans le protestantisme francophone jusqu'à la parution des Bibles de David Martin (1707), Jean Ostervald (1744), et Louis Segond (1880 et 1910) qui toutes reprennent la « trouvaille d'Olivétan ».

#### Traductions œcuméniques de la Bible
Dans la Traduction œcuménique de la Bible (TOB), qui combine l’effort de spécialistes principalement catholiques et protestants, mais aussi orthodoxes (en particulier pour l’Ancien Testament), le Tétragramme est traduit par « le SEIGNEUR », en lettres majuscules.

## Le verbe «être»

### La révélation du Buisson ardent

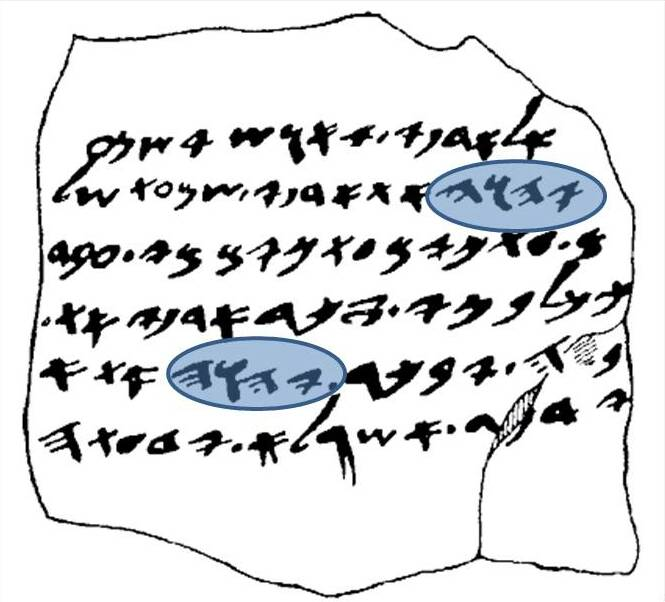
Le Tétragramme sur l'un des ostraca de Lakish.

L’explication du Tétragramme est fournie par la Bible en Ex 3:13-14 lors de l'épisode du Buisson ardent, lorsque Moïse demande à Dieu de se nommer. La réponse est donnée en deux temps. Tout d'abord, Dieu répond : « Eyeh Asher Eyeh », jeu de mots théologique pour lequel il existe plusieurs traductions mais qui contient deux fois le verbe « être ». Puis, devant l'insistance de Moïse, Dieu prononce lui-même le Tétragramme : « YHWH », qui provient du même verbe « être ».
Le récit biblique est traduit en ces termes par la Bible de Jérusalem :
[13] « Moïse dit à Dieu : « Voici, je vais trouver les Israélites et je leur dis : « Le Dieu de vos pères m’a envoyé vers vous. » Mais s’ils me disent : « Quel est son nom ? », que leur dirai-je ? » [14] Dieu dit à Moïse : « Je suis celui qui est » [Ehyeh Asher Ehyeh אֶֽהְיֶה אֲשֶׁר אֶֽהְיֶה]". Et il dit : « Voici ce que tu diras aux Israélites : Je suis m’a envoyé vers vous. »
C'est au verset suivant (Ex 3:15) que Dieu prononce le Tétragramme devant Moïse.
Selon la tradition juive, il s'agit plutôt d'un refus de révélation, dans une conception apophatique. Ce passage biblique prépare le tabou du nom tout en « spéculant » dessus.

### Approche philosophique

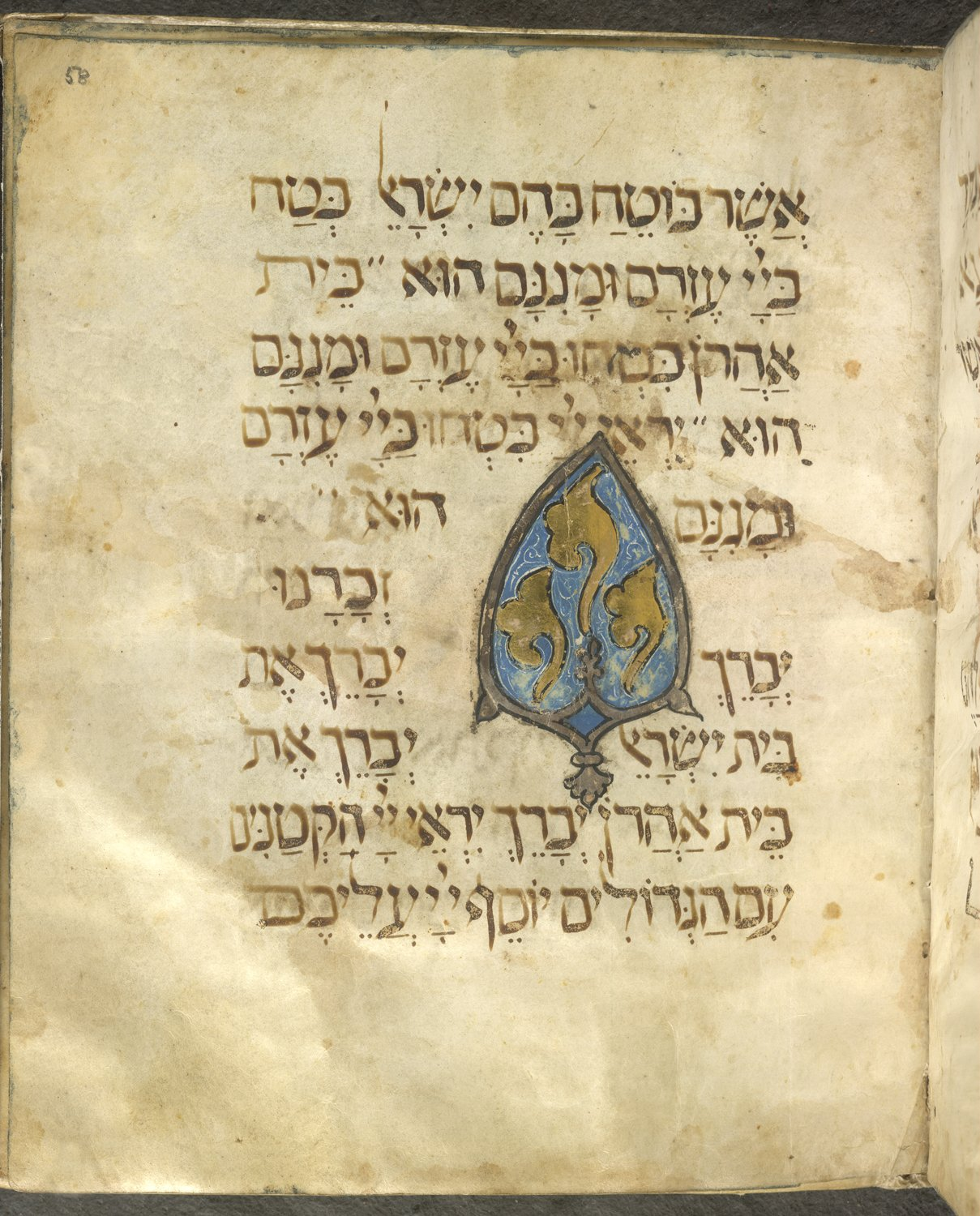
Enluminure en forme de feuille avec à l'intérieur trois yod, eux-mêmes stylisés en forme de feuille et utilisés comme contraction du nom de Dieu

L’expression « Ehyeh Asher Ehyeh » peut être rendue en français par « Je suis celui qui est », ou par « Je suis celui qui suis » (dans la traduction due à Louis Segond, qui traduit aussi par « l'Éternel ») ou encore par « Je suis qui je serai » dans la TOB. La Bible du Rabbinat traduit par « Être invariable », ce que regrette Henri Meschonnic, qui y détecte une contamination du « Theos » grec de la Septante.
L'emploi répétitif du verbe « être » dans cette formule et sa réapparition dans le Tétragramme, ainsi que la diversité des traductions qui en découlent, ne vont pas sans « aimanter » la philosophie elle-même selon Xavier Tilliette. Le Eyeh Asher Eyeh peut être perçu comme « l'étonnante déclaration d'où procède le Nom par excellence, le Nom imprononçable ». C'est ici, dans la révélation sur le mont Horeb, que le Dieu d'Abraham rejoint le Dieu des philosophes.
La question de Ex 3:14 se pose depuis le christianisme médiéval jusqu'à la « métaphysique de l'Exode » étudiée par Étienne Gilson et à la « souveraine liberté » divine définie par Luigi Pareyson.
Le thomisme perçoit dans le Eyeh Asher Eyeh une expression de l'« acte d'être » et traduit par Je suis Celui qui est, ce qui infléchit la formule vers l'ontologie. Étienne Gilson, faisant sienne cette traduction, écrit : « Il n'y a qu'un seul Dieu, et ce Dieu est l'Être, telle est la pierre d'angle de toute la philosophie chrétienne, et ce n'est pas Platon, pas même Aristote, mais c'est Moïse qui l'a posée ». À l'inverse, Ernst Bloch, favorable à la traduction Je suis Celui qui sera, propose la vision « utopique » d'une sorte de « Dieu-Exode » cheminant sans cesse, en perpétuel devenir, « coextensif à l'humanité ».

## Traditions et œuvres liées au Tétragramme
Selon la gematria, la valeur du Tétragramme est 26 : 10 (yōḏ) + 5 (hē) + 6 (wāw) + 5 (hē) = 26.
La supputation d’une prononciation exacte du Tétragramme et de ses effets de puissance, voire de ses effets « magiques », a beaucoup alimenté la production littéraire. Le mythe du Golem créé par le Maharal de Prague en est une des nombreuses variantes, popularisée à l’époque moderne par le roman de Gustav Meyrink, Le Golem.
L’Adversaire, roman policier d’Ellery Queen, offre la « lecture » de quatre crimes sur le modèle de la « lecture » du Tétragramme. Dans un registre comparable, « La mort et la boussole », nouvelle de Jorge Luis Borges dans le recueil Fictions, met en scène une série de meurtres conçus en fonction du Tétragramme et ponctués par « La première lettre du Nom a été articulée », « La deuxième lettre du Nom a été articulée »… Chacune des lettres du Tétragramme est assimilée à l'un des quatre points cardinaux. L'Aleph, du même auteur, reprend indirectement les thématiques de la « puissance » du nom divin.
Yah Mo B There (en) est une chanson R&B de James Ingram et Michael McDonald. Elle a été écrite par Ingram, McDonald, Rod Temperton et produit par Quincy Jones. Selon Michael McDonald, le titre original était Yahweh be there.

### Recherche
- Fabio Porzia, « Je serai qui je serai (Exode 3,14) : Portrait d'une divinité qui serait sans nom et sans image », dans Corinne Bonnet (dir.), Noms de dieux : Portraits de divinités antiques, Toulouse, Anacharsis, coll. « Essais / Histoire » (no 5), 2021 (ISBN 979-10-279-0408-2), p. 257-280.
- Hillel Ben-Sasson, Understanding YHWH : The Name of God in Biblical, Rabbinic, and Medieval Jewish thought, Palgrave Macmillan, coll. « Jewish Thought and Philosophy », 2019 (ISBN 978-3-030-32312-7).
- (en) Robert J. Wilkinson, Tetragrammaton : Western Christians and the Hebrew Name of God: From the Beginnings to the Seventeenth Century, Leiden, Brill, 2015 (ISBN 978-90-04-28817-1).
- Thomas Römer, L'Invention de Dieu, Paris, Seuil, 27 mars 2014 (ISBN 978-2-02-114379-9), chap. I (« Le dieu d'Israël et son nom »).
- (en) Shawn W. Flynn, YHWH is King : The Development of Divine Kingship in Ancient Israel, Leiden, Brill, 2014 (ISBN 978-90-04-26304-8).
- (en) George H. van Kooten, The Revelation of the Name YHWH to Moses : Perspectives from Judaism, the Pagan Graeco-Roman World, and Early Christianity, Leiden, Brill, 2006 (ISBN 978-90-474-1103-1).
- André Lemaire, Naissance du monothéisme : Point de vue d'un historien, Bayard, 2003 (ISBN 978-2-227-47089-7).
- André Lemaire, Le yahwisme ancien, 2001
- Gilbert Dahan, L'exégèse chrétienne de la Bible en Occident médiéval : XIIe – XIVe siècle, Cerf, coll. « Patrimoines christianisme », 1999 (ISBN 978-2-204-06094-3).
- Gershom Scholem (trad. Maurice R. Hayoun et Georges Vajda), Le nom et les symboles de dieu dans la mystique juive, Cerf, coll. « Patrimoines Judaisme », 1983 (ISBN 978-2-204-02085-5).
- Roland de Vaux, « The Revelation of the Divine Name YHWH », dans John I. Durham et J. Roy Porter (éds.), Proclamation and Presence : Old Testament Essays in Honour of G. H. Davies, Mercer University Press, 1983, 2e éd. (ISBN 9780865541016, 48-75).
- (en) Geoffrey H. Parke-Taylor, Yahweh : The Divine Name in the Bible, Wilfrid Laurier Univiversity Press, 1975 (ISBN 978-0-88920-652-6).

### Essais
- Mariano Akerman, « Le rayonnant Tétragramme du peuple hébreu », À la Page, n°5, 2022, pp 50-57
- Xavier Tilliette, Les philosophes lisent la Bible, Cerf, 2001, chapitre 3, « Le Buisson ardent »
- Henri Meschonnic, Gloires, Desclée de Brouwer, Paris, 2001
- Marc-Alain Ouaknin, Concerto pour quatre consonnes sans voyelles, Payot, 1998

### Textes anciens
- Baruch Spinoza, Abrégé de grammaire hébraïque, Librairie philosophique Vrin, Paris, 2006 (traduit du latin)
- Lazare Wogue, Le Pentateuque, Paris, 1860